# El Durazno (Durango)
El Durazno es una localidad del estado mexicano de Durango. Es parte del municipio de Tamazula.

## Demografía
| Gráfica de evolución demográfica |
|                                  |

| Censo | Población |
| ----- | --------- |
| 1980  | 217       |
| 1990  | 395       |
| 2000  | 793       |
| 2010  | 1 044     |
| 2020  | 1 195     |